# Hemigrammus stictus
Hemigrammus stictus és una espècie de peix de la família dels caràcids i de l'ordre dels caraciformes.

## Morfologia
- Els mascles poden assolir 4,3 cm de llargària total.[5]

## Hàbitat
Viu a àrees de clima tropical entre 23 °C i 27 °C de temperatura.

## Distribució geogràfica
Es troba a Sud-amèrica: rius costaners de la Guaiana i conques dels rius Amazones,  Negro i Orinoco.